# Cùm rụm răng
Cùm rụm răng (danh pháp khoa học: Ehretia dentata), còn được dân gian gọi là xạ đen, xạ đen răng cưa, là loài thực vật có hoa trong họ Ehretiaceae. Loài này được Courchet ex Gagnep. mô tả khoa học đầu tiên năm 1914.